# Dreistab

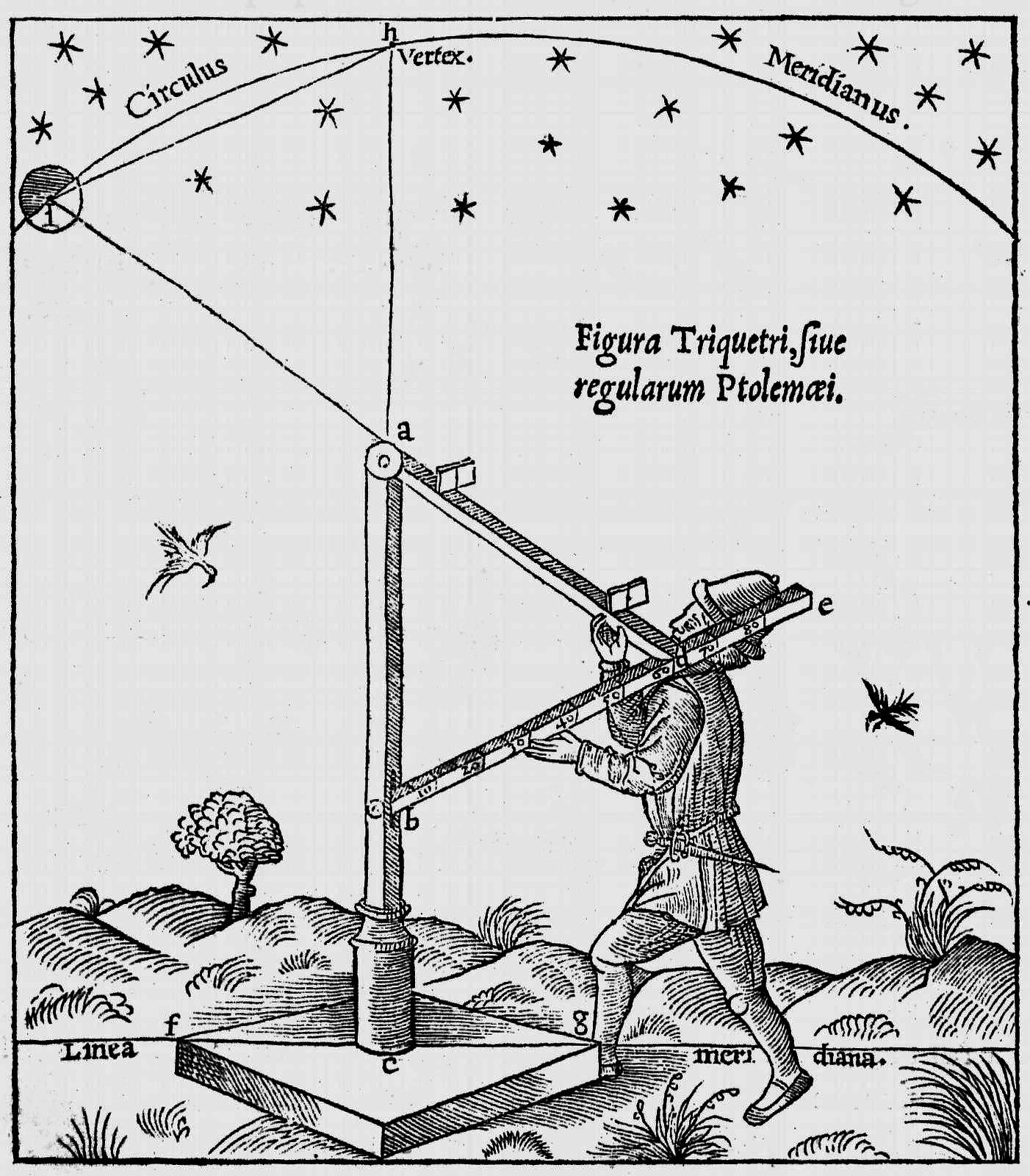
Triquetrum (Dreistab) von Claudius Ptolemäus

Der Dreistab, auch Triquetrum oder parallaktisches Lineal genannt, ist ein altes astronomisches Goniometer zur Messung von Zenitdistanzen der Sterne und der Parallaxe des Mondes.

## Beschreibung
Aus dem Satz von der Ähnlichkeit der Dreiecke, die zwei Seiten und einen Winkel gemein haben, leitet sich der naheliegende Gedanke her, Messgeräte, deren Funktion auf diesem geometrischen Gesetz basiert, aus drei Linealen (Regeln) zu konstruieren. Das Triquetrum wurde bereits von Claudius Ptolemäus im fünften Buch des Almagest beschrieben.
Es war eines der beliebtesten astronomischen Instrumente bis zur Erfindung des Teleskops. Es konnte Winkel mit einer größeren Genauigkeit als das Astrolabium messen. Zahlreiche Gelehrte haben sich nach Ptolemäus mit dem Triquetrum befasst, z. B. die Araber al-Battani und Dschabir ibn Aflah. Auch Regiomontanus setzte sich mit der Frage der Verwendungsmöglichkeit auseinander. Er widmete dem Ungarnkönig Matthias Corvinus eine kleine Schrift, in der er sich jedoch auf Höhenmessungen im Gelände beschränkt.
In den Jahren von 1515 bis 1525 diente das Triquetrum Nikolaus Kopernikus zur Bestimmung von Zenitdistanzen des Mondes und des Fixsterns Spica. Er beschreibt seine Verwendung in dem vierten Buch des De revolutionibus orbium coelestium unter der Überschrift Instrumenti parallactici constructio. Das Instrument wurde auch von Tycho Brahe beschrieben, abgebildet und benutzt.

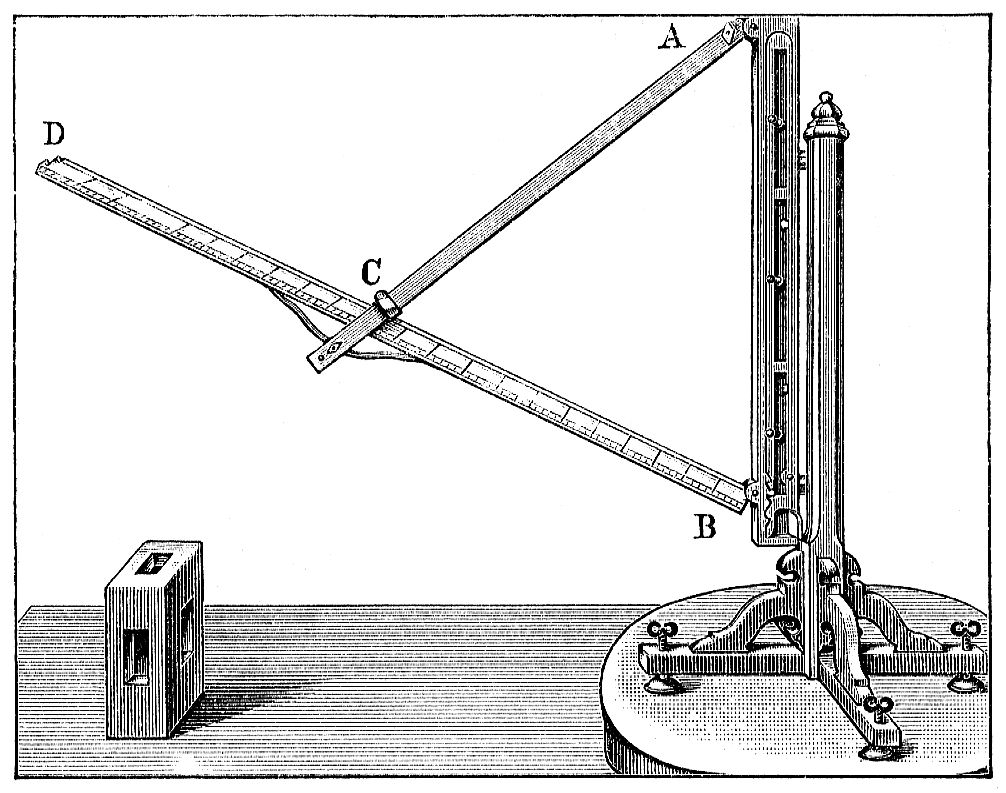
Dreistab von Nikolaus Kopernikus
(Beschreibung im Text)

Das Bild links zeigt das Instrument des Kopernikus. Es besteht aus drei Linealen, die ein gleichschenkliges Dreieck bilden. Der eine der gleichen Schenkel {\displaystyle {\overline {AB}}} steht vertikal, der andere {\displaystyle {\overline {AC}}} ist um den oberen Endpunkt des ersten drehbar, mit Visieren versehen und wird nach dem zu beobachtenden Stern ausgerichtet; auf dem dritten, mit einer Teilung versehenen Lineal BD wird die Länge der ungleichen Seite {\displaystyle {\overline {BC}}} gemessen und dadurch der Winkel {\displaystyle z} bei A und somit die Zenitdistanz der Sterne bestimmt:
{\displaystyle z=2\cdot \arcsin {\frac {{\overline {BC}}/2}{\overline {AB}}}}